# Suuri-Pelätty och Pieni-Pelätty
Suuri-Pelätty och Pieni-Pelätty är en sjö i kommunen Savitaipale i landskapet Södra Karelen i Finland. Sjön ligger 80,4 meter över havet. Arean är 1,1 kvadratkilometer och strandlinjen är 8,78 kilometer lång. Sjön  ingår i Kymmene älvs huvudavrinningsområde.   Den ligger omkring 36 km väster om Villmanstrand och omkring 170 km nordöst om Helsingfors. 